# Kirsten Fuchs

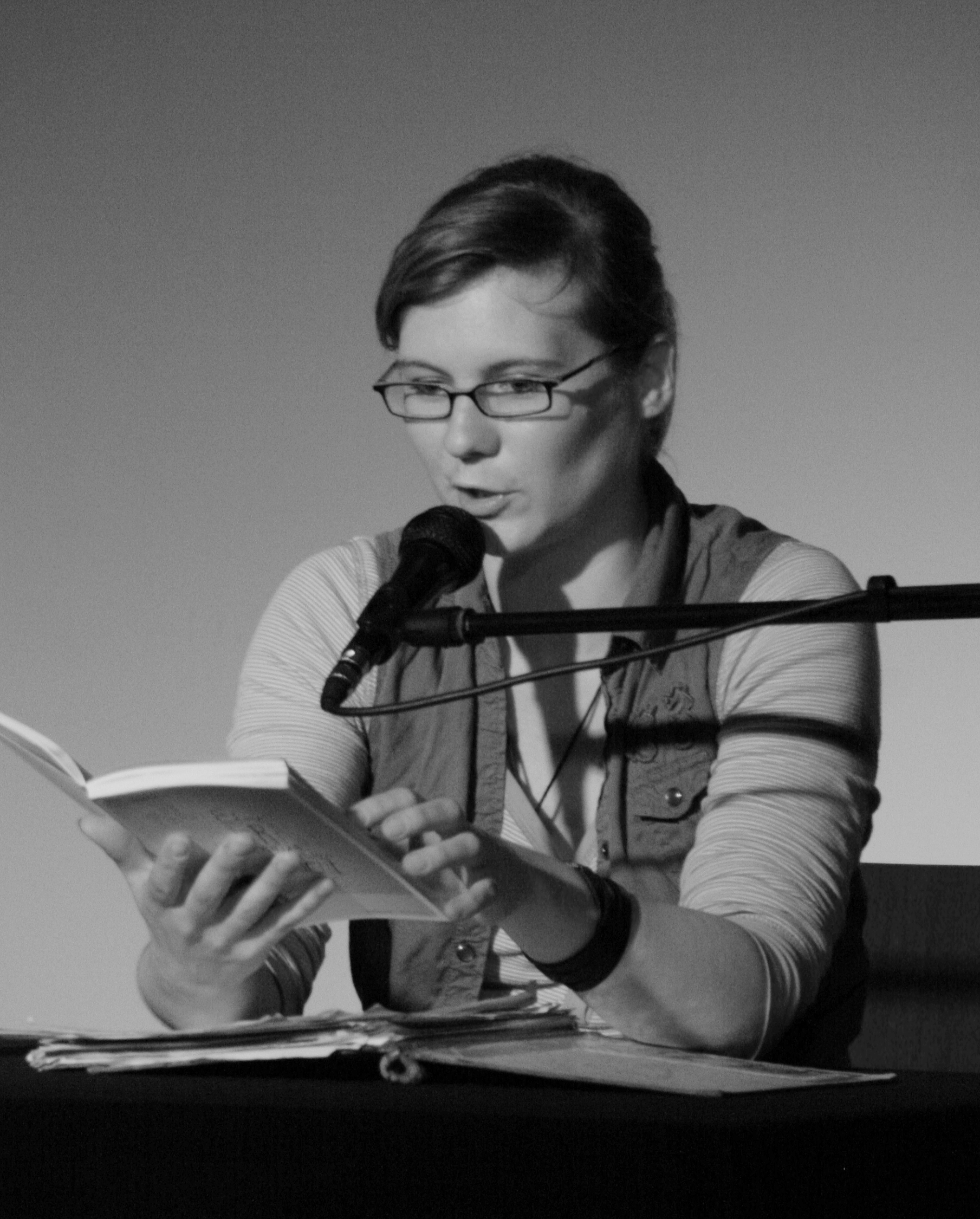
Kirsten Fuchs, 2012

Kirsten Fuchs (* 27. Oktober 1977 in Karl-Marx-Stadt) ist eine deutsche Schriftstellerin.

## Leben
Fuchs wuchs in Berlin im Bezirk Hellersdorf auf. Nach dem Abitur begann sie ein Literaturstudium, das sie jedoch bald abbrach. Daraufhin absolvierte sie eine Ausbildung zur Tischlerin.
1993 nahm sie das erste Mal an der Schreibwerkstatt für Schüler und Jugendliche Workshop Schreiben/Schreibwerkstatt Berlin teil, wo sie seit 2000 Arbeitsgruppen leitet. Seit 2005 ist sie im Vorstand des Vereins „Kreatives Schreiben e. V.“, der diese Werkstätten organisiert, seit 2011 ist sie 2. Vorsitzende des Vereins.
2003 gewann sie beim Berliner Literaturwettbewerb Open Mike.
Von 2002 bis zu deren Auflösung im November 2008 war sie Mitglied der Berliner Marabühne. Von 2002 bis 2004 war sie Mitglied der Berliner Lesebühne Blauer Drache (späterer Name – nach dem Wechsel ins Bergwerk in der Bergstraße in Berlin-Mitte – Erfolgsschriftsteller im Schacht) sowie von 2003 bis 2005 der Berliner Lesebühne O-Ton Ute. 2008 wurde sie Mitglied der Lesebühne Chaussee der Enthusiasten. Nachdem sie dort bereits eine längere Auftrittspause eingelegt hatte, beendete sie 2013 ihre Mitarbeit. 2014 gründete sie in Berlin-Moabit eine neue monatliche Lesebühne unter dem Titel Fuchs und Söhne.
Von 2003 bis 2005 war sie Kolumnistin für die taz. Seit 2007 schreibt sie Kolumnen für Das Magazin. Seit demselben Jahr ist sie Mitglied der Jury vom „Treffen Junger Autoren“.
Im Sommer 2008 unternahm sie zusammen mit Volker Strübing und einem Filmteam eine Reise in die Arktis für eine vierteilige Fernsehsendung Nicht der Süden. Dabei entstand ein gleichnamiges Buch zusammen mit Volker Strübing.
2010 gab es eine weitere Zusammenarbeit mit der Filmfirma MonstaMovies. Sie schrieb die Texte für die sechsteilige Reisedokumentation „Die Donauten“.
Für ihr Stück Tag Hicks oder fliegen für vier gewinnt sie 2015 den Berliner Kindertheaterpreis. Ein weiteres Theaterstück von Fuchs, Das Nacktschnecken-Game, hatte im März 2019 im Berliner Grips-Theater Premiere.
Im Jahr 2016 erhielt die Autorin den Kasseler Förderpreis für komische Literatur sowie den Deutschen Jugendliteraturpreis in der Sparte Jugendbuch für Mädchenmeute. Im Jahr 2022 wurde ihr der W.-G.-Sebald-Literaturpreis zugesprochen.

## Werke
- Die Titanic und Herr Berg. Rowohlt, Berlin 2005, ISBN 3-87134-531-8.
- Die Titanic und Herr Berg [Tonträger]. Radioropa Hörbuch, Daun 2006, ISBN 978-3-86667-426-4.
- Zieh dir das mal an! Über Kleider und andere Sachen. Rowohlt-Taschenbuch-Verlag, Reinbek bei Hamburg 2006, ISBN 3-499-24256-7.
- Heile, heile. Rowohlt, Berlin 2008, ISBN 978-3-87134-603-3.
- Kirsten Fuchs, Volker Strübing: Nicht der Süden. Voland & Quist, Dresden 2009, ISBN 978-3-938424-34-6.
- Kirsten Fuchs, Andreas Kampa, Robert Naumann, Dan Richter, Jochen Schmidt, Stephan Serin, Volker Strübing: Chaussee der Enthusiasten – Straße ins Glück. Voland & Quist, Dresden 2009, ISBN 978-3-938424-42-1.
- Eine Frau spürt so was nicht. Voland & Quist, Dresden 2011, ISBN 978-3-86391-000-6.
- Kaum macht man mal was falsch, ist das auch wieder nicht richtig. Voland & Quist, Dresden 2014, ISBN 978-3-86391-086-0.
- Mädchenmeute. Rowohlt, Berlin 2015, ISBN 978-3-87134-764-1.
- Kirsten Fuchs, Cindy Schmid: Der Miesepups. Voland & Quist, Dresden 2016, ISBN 978-3-86391-145-4.
- Kirsten Fuchs, Cindy Schmid: Der Miesepups hat was im Gesicht. Voland & Quist, Dresden 2017, ISBN 978-3-86391-187-4.
- Signalstörung. Rowohlt, Berlin 2018, ISBN 978-3-7371-0044-1.
- Alles außer Einhorn. Rowohlt, Berlin 2018, ISBN 978-3-644-90409-5 (E-Book).
- Kirsten Fuchs, Cindy Schmid: Der Miesepups auf dem Mond. Voland & Quist, Dresden 2020, ISBN 978-3-86391-283-3.
- Mädchenmeuterei. Rowohlt, Berlin 2021, ISBN 978-3-7371-0046-5.
- Kirsten Fuchs, Cindy Schmid: Der Miesepups muss Weihnachten feiern. Voland & Quist, Dresden 2022, ISBN 978-3-86391-344-1.
- Kirsten Fuchs, Cindy Schmid: Der Miesepups fährt in die Stadt. Voland & Quist, Berlin 2024, ISBN 978-3-86391-419-6.

### Textbeiträge
- Horst Evers, Rita Falk, Klüpfel & Kobr, Markus Barth, Martina Brandl, Dietrich Faber, Frank Schulz, Kirsten Fuchs, Janne Mommsen, Tex Rubinowitz, Thomas Gsella, Stefan Schwarz, Rainer Moritz, Oliver Maria Schmitt, Matthias Sachau, Mia Morgowski, Oliver Uschmann, Jenni Zylka, Hans Rath: Urlaub mit Punkt Punkt Punkt. Rowohlt, Berlin 2012, ISBN 978-3-499-25886-2.
- Lautstärke ist weiblich: Texte von 50 Poetry-Slammerinnen. Hrsg.: Clara Nielsen, Nora Gomringer. Satyr, Berlin 2017, ISBN 978-3-944035-91-8.